# A Faithful Christmas
A Faithful Christmas è un album discografico natalizio della cantante statunitense Faith Evans, pubblicato nel 2005.

## Tracce
1. Happy Holiday (Evans, Chyna Griffin) – 5:19
2. The Day That Love Began (Miller, Miller) – 3:26
3. Soulful Christmas (Ballard, Brown, Ellis) – 3:06
4. Santa Baby (Javits, Springer, Springer) – 3:19
5. Merry Christmas Baby (Baxter, Dudley) – 4:33
6. Mistletoe and Holly (Sancola, Sinatra, Stanford) – 2:16
7. Christmas Wish (Baxter, Coleman, Evans, Griffin, Moore) – 3:31
8. Christmas Song (Torme, Walls) – 3:35
9. This Christmas (Hathaway, McKinnor) – 3:51
10. White Christmas (Berlin) – 3:26
11. O Come All Ye Faithful (Wade) – 3:37